# 盧旺達簽證政策

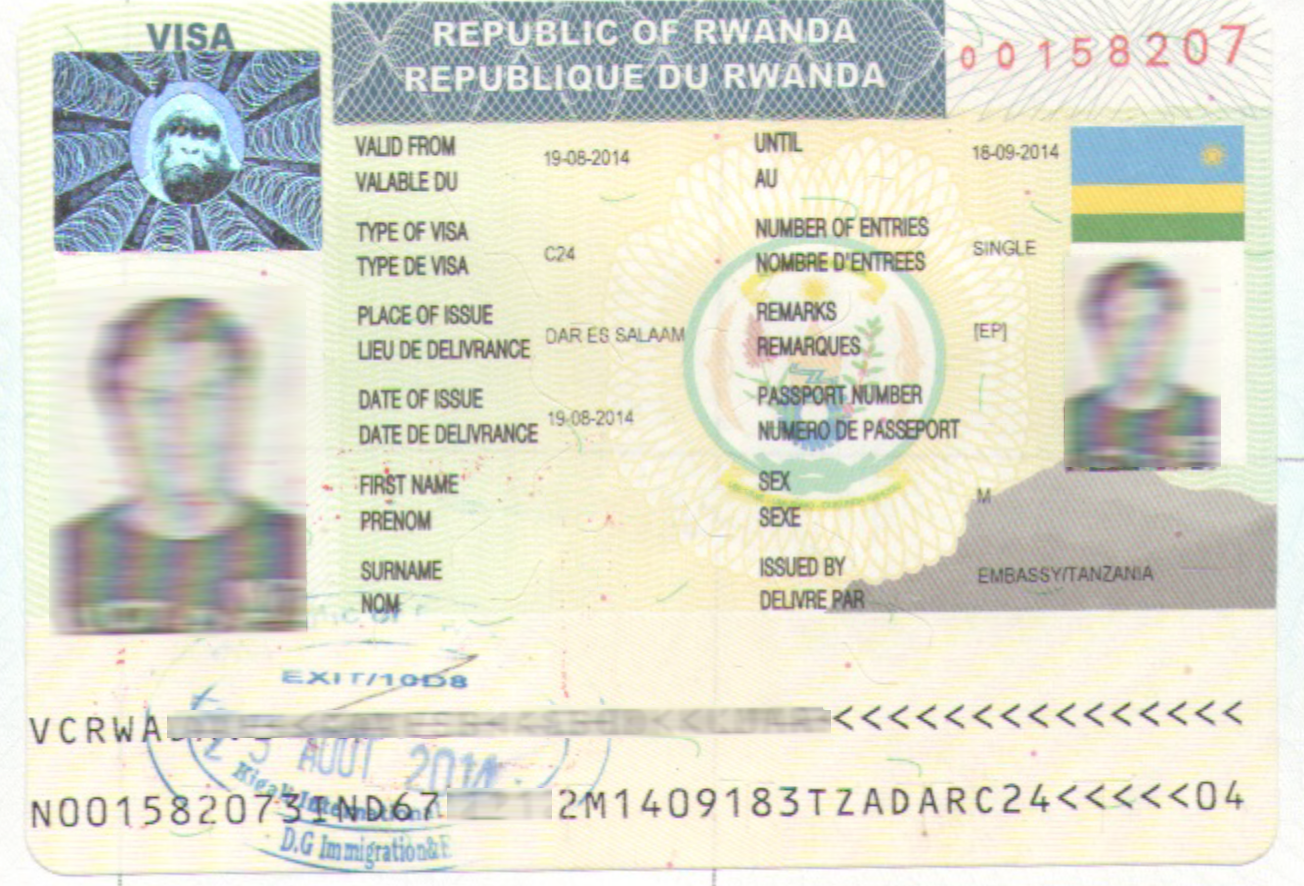
2014年在卢旺达驻坦桑尼亚大使馆大使馆签发的卢旺达旅游签证

卢旺达共和国是东非共同体的成员，除了免签国家外，允许所有国家的公民在抵达时获得落地签证。此外，访客还能在出发前在线获得电子签证。所有访客必须持有有效期至少六个月且至少有一页空白页的护照。肯尼亚人和乌干达人可以使用身份证代替护照进入卢旺达。

## 签证政策地图

卢旺达签证政策
卢旺达
免签证（6个月）
免签证（90天）
免签证（30天）
落地签证或电子签证

## 免签
以下国家的公民可免签入境盧旺達：
|  | - 南蘇丹 - 坦桑尼亚 | - 乌干达 |  |

| - 安哥拉 - 中非 - 刚果民主共和国 | - 几内亚 - 海地 - 印度尼西亞 - 约旦 - 模里西斯 - 菲律賓 | - 圣基茨和尼维斯 - 聖多美和普林西比 - 塞内加尔 - 塞舌尔 - 新加坡 |  |

| - 阿尔巴尼亚 - 阿尔及利亚 - 安道尔 - 安地卡及巴布達 - 亞美尼亞 - 巴哈马 - 比利时 - 保加利亚 - 布吉納法索 - 柬埔寨 - 喀麦隆 - 加拿大 - 刚果共和国 - 賽普勒斯 | - 多米尼克 - 埃及 - 赤道几内亚 - 衣索比亞 - 斐济 - 法國 - 加彭 - 希腊 - 格瑞那達 - 印度 - 牙买加 - 基里巴斯 - 黎巴嫩 - 賴索托 - 利比里亚 | - 利比亞 - 盧森堡 - 马达加斯加 - 马拉维 - 马来西亚 - 馬爾地夫 - 馬爾他 - 毛里塔尼亚 - 摩尔多瓦 - 摩納哥 - 摩洛哥 - 莫桑比克 - 纳米比亚 - 瑙鲁 - 新西兰 - 尼日尔 - 奈及利亞 - 北馬其頓 - 巴基斯坦 - 羅馬尼亞 | - 撒拉威阿拉伯民主共和國 - 圣卢西亚 - 萨摩亚 - 所罗门群岛 - 南非 - 斯里蘭卡 - 苏丹 - 瑞士 - 多哥 - 千里達及托巴哥 - 突尼西亞 - 英国 - 越南 - 尚比亞 - 辛巴威 |  |

中华人民共和国、吉布提、埃塞俄比亚、加蓬、印度、以色列、摩洛哥、莫桑比克、纳米比亚、土耳其和阿联酋的外交和公务护照持有人不需要签证。
阿联酋外交部认为，根据两国外交部长签署的双边谅解备忘录，2017年12月30日起，阿联酋公民可以免签访问卢旺达90天。但在Timatic的当前版本（2018年9月）以及卢旺达移民局的网站上都没有找到这样的信息，没有关于阿联酋公民的任何特殊签证政策。卢旺达司法部长于2018年10月确认，签证豁免仅在互惠基础上提供，其他国家的普通护照持有人前往卢旺达的方式与卢旺达普通护照持有人前往其国家的方式相同。

## 落地签
自2018年1月1日起，所有国家的访客都能获得落地签。没有免签待遇的其他东部和南部非洲共同市场国家公民可获得有效期为90天的签证，而其他国家访客则可获得有效期为30天的签证。

## 电子签
没有免签待遇的国家的公民也可以在线或在卢旺达的驻外机构获得签证。入境签证有效期为一次入境，期限不超过30天，并在三个工作日内受理。